# Tom Green

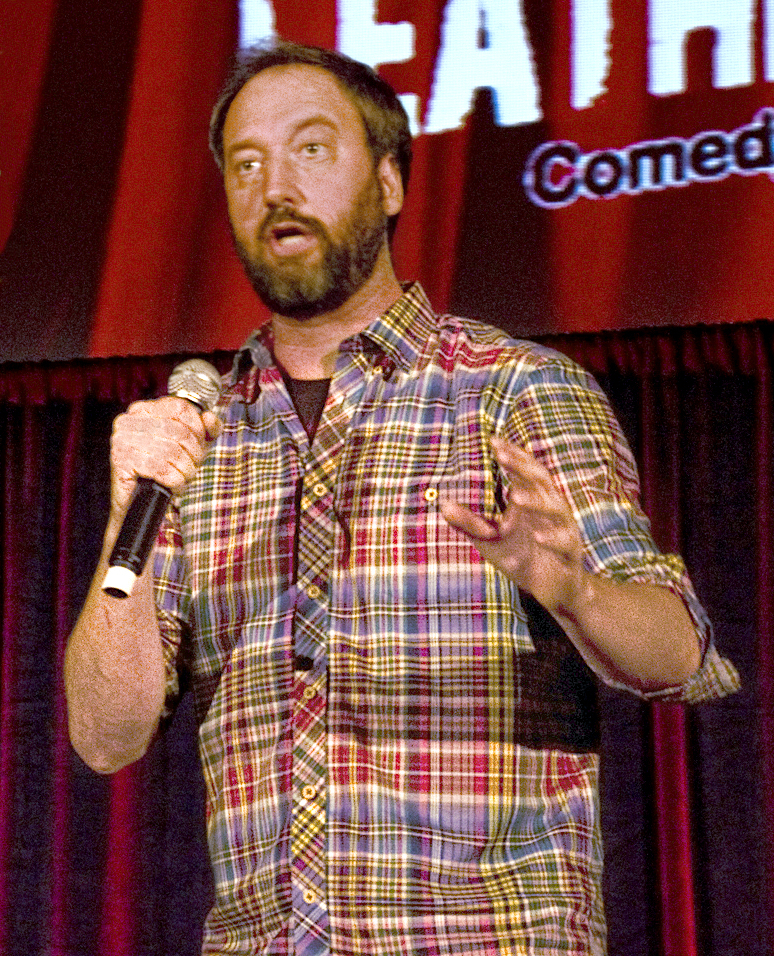
Tom Green (2013)

Michael Thomas „Tom“ Green (* 30. Juli 1971 in Pembroke, Ontario) ist ein kanadischer Komiker, Schauspieler und Fernsehmoderator.

## Leben
In Pembroke, Ontario geboren, wuchs Tom Green in Ottawa auf, wo er später die Sendung The Midnight Caller auf dem Universitäts-eigenen Radiosender CHUO des Algonquin College bekam. 1990 wurde er dort auch DJ und Sprecher der Rap Show. Anfang der 90er agierte er als Rapper in der Band Organized Rhyme.
Nachdem er das College 1994 abgeschlossen hatte, moderierte er seine erste Fernsehsendung auf Rogers Community Television, einem TV-Sender in Ottawa. Die Tom Green Show wurde ein so großer Erfolg, dass der große, kanadische Fernsehsender CBC eine Pilotfolge der Show ausstrahlte, diese Staffel aber auf Grund niedriger Einschaltquoten nicht weiter sendete.
Am 7. Juli 2001 heiratete er die Schauspielerin Drew Barrymore, jedoch wurde die Ehe schon am 15. Oktober 2002 wieder geschieden, nachdem Barrymore ihn bereits im Dezember 2001 verlassen hatte.

## Karriere

### The Tom Green Show
In seiner Tom Green Show interviewte er ahnungslose Leute, spielte ihnen Streiche und brüskierte Passanten und manchmal auch Prominente mit versteckter Kamera. Sogar seine eigenen Eltern Mary und Richard, die oft nicht darüber lachen konnten, machte er zu seinen Opfern.
Seit 1997 wurde die Show in ganz Kanada ausgestrahlt. Zwei Jahre lang lief sie auf Comedy Network, bis MTV sie 1999 aufkaufte. Tom Green wurde so auch in den Vereinigten Staaten bekannt.
Seine Show moderierte er zusammen mit Glenn Humplik als Sidekick, vergleichbar mit Elton aus TV total, der in der Show triviale Aufgaben erledigen musste und auch hereingelegt wurde, sowie Phil Giroux, ein Mann, der hinter Greens Pult saß und nichts gesprochen hat, lediglich Kaffee trank und auflachte, wenn etwas Witziges passiert war. In einigen Folgen sah man auch Derek Harvie in Einspielern, wie er Leute auf der Straße reinlegte. MTV stellte die Sendung zwar 2000 ein, Wiederholungen wurden danach jedoch immer noch ausgestrahlt.
2003 kehrte Tom Green mit einer neuen Show auf MTV zurück. The New Tom Green Show war eine Late Night Show, die sich aber nicht lange im Programm hielt – sie wurde wegen sinkender Einschaltquoten nach wenigen Folgen abgesetzt. Seit dieser Zeit wurde es still um Green.

### Filme
Durch seine zeitweilig hohe Popularität in den USA spielte Green in einigen Hollywood-Filmen mit, unter anderem in Road Trip, Schwere Jungs (OT: Stealing Harvard) und Freddy Got Fingered (in welchem er auch Regie führte). Letzterer Film wurde 2001 mit fünf Goldenen Himbeeren ausgezeichnet, die an die schlechtesten Filme des Jahres verliehen werden.

### Sonstiges
- Im März 2000 wurde bei Tom Green Hodenkrebs diagnostiziert. Green machte aus dieser Situation eine einstündige Sondersendung, in der er über seine Tortur und den operativen Eingriff berichtete.
- In einem einstündigen Special mit dem Namen The Tom Green Subway Monkey Hour schikanierte er Fremde in Japan.
- Tom Greens Autobiographie mit dem Titel Hollywood Causes Cancer („Hollywood verursacht Krebs“), die er zusammen mit Allen Rucker verfasst hat, veröffentlichte er am 12. Oktober 2004.

## Filmografie (Auswahl)
- 1994–1996: The Tom Green Show
- 1999: Superstar – Trau’ Dich zu träumen (Superstar)
- 2000: Road Trip
- 2000: 3 Engel für Charlie (Charlie’s Angels)
- 2001: Freddy Got Fingered
- 2002: Schwere Jungs (Stealing Harvard)
- 2002: Malcolm mittendrin (Malcolm in the Middle, Fernsehserie, Folge 3x11 Company Picnic: Part 1)
- 2003: Grind – Sex, Boards & Rock’n’Roll (Grind)
- 2005: Bob der Butler (Bob the Butler)
- 2016: Total Frat Movie
- 2017: Bethany
- 2019: Iron Sky: The Coming Race
- 2020: The Tom Green Interview (Fernsehreihe, 12 Folgen)
- 2020: Homeward – Finde deine Bestimmung (Homeward, Animationsfilm; Sprechrolle)